# Popiersie Krzysztofa Kozłowskiego w Warszawie
Popiersie Krzysztofa Kozłowskiego – pomnik wykonany z brązu, znajdujący się na dziedzińcu Ministerstwa Spraw Wewnętrznych i Administracji w Warszawie, przy ul. Stefana Batorego 5, upamiętniający Krzysztofa Kozłowskiego, pierwszego demokratycznego ministra spraw wewnętrznych.
Pomnik powstał staraniem „Społecznego komitetu na rzecz upamiętnienia śp. Krzysztofa Kozłowskiego”, w skład którego weszli między innymi Tadeusz Mazowiecki, Andrzej Milczanowski, Wojciech Brochwicz, Jerzy Miller czy Henryk Woźniakowski. Środki pochodziły z datków publicznych. Odsłonięcia dokonał minister spraw wewnętrznych i koordynator służb specjalnych Bartłomiej Sienkiewicz. W uroczystości udział wzięli między innymi: wdowa po Krzysztofie Kozłowskim, Alicja Kozłowska, a także przedstawiciele formacji podległych MSW i służb specjalnych.